# Madoryx parce
Madoryx parce är en fjärilsart som beskrevs av Hermann Burmeister 1854. Madoryx parce ingår i släktet Madoryx och familjen svärmare. Inga underarter finns listade i Catalogue of Life.